# Охаба-Лунге (комуна)
Охаба-Лунге (рум. Ohaba Lungă) — комуна у повіті Тіміш в Румунії. До складу комуни входять такі села (дані про населення за 2002 рік):
- Єршнік (220 осіб)
- Дубешть (316 осіб)
- Охаба-Лунге (402 особи)
- Охаба-Ромине (287 осіб)

Комуна розташована на відстані 361 км на північний захід від Бухареста, 60 км на схід від Тімішоари.

## Населення
За даними перепису населення 2002 року у комуні проживали 1225 осіб.
Національний склад населення комуни:
| Національність | Кількість осіб | Відсоток |
| -------------- | -------------- | -------- |
| румуни         | 1168           | 95,3%    |
| цигани         | 35             | 2,9%     |
| українці       | 12             | 1,0%     |
| угорці         | 10             | 0,8%     |

Рідною мовою назвали:
| Мова       | Кількість осіб | Відсоток |
| ---------- | -------------- | -------- |
| румунська  | 1203           | 98,2%    |
| українська | 12             | 1,0%     |
| угорська   | 8              | 0,7%     |
| циганська  | 2              | 0,2%     |

Склад населення комуни за віросповіданням:
| Релігія       | Кількість осіб | Відсоток |
| ------------- | -------------- | -------- |
| православні   | 1003           | 81,9%    |
| п'ятдесятники | 181            | 14,8%    |
| баптисти      | 38             | 3,1%     |
| адвентисти    | 3              | 0,2%     |